# Edwin Characayo
Edwin Ronal Characayo Villegas (San Julián, Santa Cruz, 17 de septiembre de 1984) es un ingeniero agrónomo y político boliviano. Ocupó el cargo de ministro de Desarrollo Rural y Tierras de Bolivia desde el 1 de diciembre de 2020 hasta el 14 de abril de 2021 durante el gobierno de Luis Arce.

## Biografía
Edwin Characayo nació un 17 de septiembre de 1984 en la localidad de San Julián en la Provincia de Ñuflo de Chaves del Departamento de Santa Cruz. Después de salir bachiller el año 2001, posteriormente se graduó como ingeniero agrónomo.

### Trayectoria
durante su vida laboral ingresó a trabajar en el Gobierno Autónomo Municipal de San Julián el 16 de enero de 2018 como Jefe de la Unidad Agropecuaria, durante la gestión del entonces alcalde Faustino Copa Flores.

## Vida política

### Ministro de Estado
Debido a acusaciones de nepotismo que había cometido el ministro de Desarrollo Rural y Tierras Wilsón Cáceres, el Presidente de Bolivia Luis Arce Catacora decidió posesionar en el cargo al joven ingeniero cruceño Edwin Characayo de tan solo apenas 36 años de edad en el alto puesto de ministro de estado al mando de dicho ministerio, en reemplazo de Cáceres.

## Controversias

### Aprehension
Pero solamente ocuparía el cargo ministerial por un breve tiempo de apenas 4 meses y 13 días, pues al igual que su antecesor, Characayo sería también destituido por el propio presidente Luis Arce, luego de que la policía boliviana encontrara a Characayo recibiendo dinero in fraganti en pleno Prado Paceño, en forma de soborno por parte de empresarios hacendados del oriente que sobornaron a Characayo para que pueda acelerar trámites de tierra en el Departamento de Santa Cruz. 
La noticia de la aprehensión del exministro Characayo por el delito corrupción tuvo una repercusión no solo a nivel nacional sino también en los medios de comunicación internacionales.

### Sentencia condenatoria
Después de haber transcurrido alrededor de 1 año y 5 meses de detención preventiva desde su aprehensión ocurrida el 13 de abril de 2021, finalmente la justicia boliviana lo encontró culpable y el Tribunal Primero de Sentencia Anticorrupción de la ciudad de La Paz procedió el 13 de septiembre de 2022 a dictar la sentencia contra el exministro Edwin Characayo, condenándolo a la pena privativa de libertad de 8 años de cárcel sin derecho a indulto por haberse comprobado que cometió el grave delito de "Cohecho Pasivo", a cumplirse en el Centro Penitenciario de Palmasola de la ciudad de Santa Cruz de la Sierra hasta su liberación final del 13 de abril de 2029.
A la vez, la justicia boliviana condenó también a 8 años de cárcel a su director de Desarrollo Rural Hiper García por haber cometido el grave delito de "Uso Indebido de Influencias" y el cual cumplirá su sentencia en el Centro Penitenciario de San Pedro de la ciudad de La Paz. Así mismo la justicia determinó que los sentenciados repararán todos los daños y perjuicios económicos que sufrió la víctima al pagar dicho soborno.